# Club Deportivo Basconia
Maillots
Actualités
Le Club Deportivo Basconia est un club de football espagnol basé à Basauri. Depuis 1997, il s'agit de l'équipe de jeunes (U21) ou "équipe C" de l'Athletic Club (Division 1), au côté de la réserve professionnelle, le Bilbao Athletic qui évolue pour la saison 2015-2016 en deuxième division.

## Histoire
Le club évolue pendant six saisons en Segunda Division (deuxième division) entre 1957 et 1963. Il obtient son meilleur classement en deuxième division lors de la saison 1958-1959, où il se classe 5e du Groupe I, avec 12 victoires, 8 matchs nuls et 10 défaites.
Le club évolue également pendant huit saisons en Segunda Division B (troisième division) : en 1977-1978, puis de 1987 à 1994.
En tant qu'équipe C, lorsque Basconia termine dans les 4 premiers de la Tercera División (D4), elle ne peut participer aux finales de promotion, tant que l'Athletic Bilbao B n'est pas qualifiée pour ses propres finales de promotion en Segunda Division B (D3), afin d'éviter qu'un club ne présente deux équipes dans le même niveau de division.

## Palmarès
- Championnat d'Espagne de Tercera División (4)
  - Vainqueur : 1957, 1985, 1998, 2003
- Championnat d'Espagne de Tercera Federación (1)
  - Vainqueur : 2025

## Anciens entraîneurs
- Javier Clemente

## Anciens joueurs
- José Angel Iribar
- Unai Expósito
- Fernando Llorente
- Francisco Javier Yeste
- Daniel Aranzubía
- Luis Prieto
- Javier Casas
- Carlos Gurpegi
- Gorka Iraizoz
- Javier Iturriaga
- Aymeric Laporte
- Unai López
- Iñaki Williams
- Kepa Arrizabalaga
- Álex Remiro
- Unai Simón